# Ingo Swann
Ingo Douglas Swann (* 14. September 1933 in Telluride, Colorado; † 31. Januar 2013 in New York City) war ein angeblicher Hellseher, Künstler und Autor, der dafür bekannt ist, dass er zusammen mit Russell Targ und Harold E. Puthoff, das Remote Viewing und insbesondere das Stargate-Projekt erschaffen hat.

## Biographie
Swann war ein angeblicher Hellseher, der sich selbst als "Bewusstseinsforscher, der manchmal veränderte Bewusstseinszustände erlebt hat" bezeichnete. Er sagte: "Ich werde nicht 'getestet', ich arbeite nur mit Forschern an gut durchdachten Experimenten." Laut Russell Targ und Harold E. Puthoff haben "Swann-inspirierte Innovationen" zu beeindruckenden Ergebnissen in der Parapsychologie geführt. Experimente, die nicht von Swann kontrolliert wurden, waren jedoch nicht erfolgreich, und sie werden nur selten erwähnt, und wenn, dann nur am Rande.

## Fernsehen
Swann erforschte den Prozess des Remote Viewing am Stanford Research Institute in Experimenten, die die Aufmerksamkeit der Central Intelligence Agency auf sich zogen. Ihm wird gemeinhin die Idee des kontrollierten Remote Viewing zugeschrieben, ein Verfahren, bei dem Betrachter einen Ort sehen, dem sie nichts anderes als seine geografischen Koordinaten geben, und das von Puthoff und Targ mit Mitteln der CIA entwickelt und getestet wurde. Remote Viewing ist die Praxis, Eindrücke über ein entferntes oder ungesehenes Ziel zu sammeln, angeblich unter Verwendung von außersinnliche Wahrnehmung (ESP) oder "Spüren" mit dem Verstand.

## Uri Geller
Aufgrund der Popularität von Uri Geller in den siebziger Jahren wurde eine kritische Auseinandersetzung mit Swanns paranormalen Behauptungen von Skeptikern und Historikern grundsätzlich übersehen. Uri Geller äußerte sich sehr wohlwollend über Swann, indem er sagte: "Wenn du blind wärst und ein Mann auftauchen würde, der dich mit Verstandeskraft sehen lehren könnte, würdest du ihn als Guru verehren. Warum also wird Ingo Swann von den Verlagen ignoriert und gezwungen, seine erstaunliche Lebensgeschichte im Internet zu veröffentlichen?"
Sowohl Geller als auch Swann wurden von zwei Experimentatoren, Russell Targ und Harold Puthoff, getestet, die zu dem Schluss kamen, dass sie tatsächlich über einzigartige Fähigkeiten verfügten. Andere haben die wissenschaftliche Gültigkeit der Experimente von Targ und Puthoff stark angezweifelt. In einem Interview von 1983 bemerkte der Magier Milbourne Christopher, dass Swann "einer der Klügsten auf dem Gebiet" sei.

## Außerkörperliches Experiment
1972 beschrieb der Forschungsleiter der American Society for Psychical Research (ASPR), Karlis Osis, im Newsletter der American Society for Psychical Research (ASPR) sein persönliches kontrolliertes außerkörperliches Experiment (OOB) mit Swann. Die Ziele, die Swann beschreiben und illustrieren sollte, befanden sich auf einem Regal, das einen Meter von der Decke entfernt und mehrere Meter über Swanns Kopf angebracht war. Osis beschreibt nicht die Höhe der Decke. Swann vermutet, dass die Decke über 4 Meter hoch war. Der Raum wurde von zwei küchenähnlichen Deckenleuchten beleuchtet. Swann saß allein in der Kammer, wobei Drähte von Elektroden, die an seinem Kopf befestigt waren, durch die Wand hinter ihm liefen. Swann saß direkt unter dem Zieltablett. Ihm wurde ein Klemmbrett zum Skizzieren gegeben. Jegliche Bewegung während des Zeichnens führte nicht zu "Artefakten" in der Gehirnanzeige. In Swanns Buch To Kiss Earth Goodbye findet sich ein Foto der Objekte auf dem Regal. Swann schrieb, dass er sich der meisten Objekte auf dem Regal über seinem Kopf bewusst war, aber er wusste nicht, dass es vier Zahlen auf einer Seite enthielt, die nicht sichtbar gewesen wären, wenn eine reflektierende Oberfläche in der Nähe des Endes angewinkelt gewesen wäre.
Es wurden psychologische Skalen entwickelt, um die Qualität und Klarheit (wie subjektiv beschrieben) von Swanns OOB-Visionen zu bewerten, die von Zeit zu Zeit variierten. Die Ergebnisse wurden durch eine Blindbeurteilung bewertet. Eine Psychologin, entweder Bonnie Preskari oder Carole K. Silfen, wurde gebeten, Swanns Antworten zuzuordnen, ohne zu wissen, für welches Ziel sie bestimmt waren. Sie hat alle acht Sitzungen richtig zugeordnet. Osis betonte, dass die Wahrscheinlichkeit, dass Swann richtig lag, vierzigtausend zu eins war. Es gibt keine Aufzeichnungen über Experimente, die im Dunkeln durchgeführt wurden.
Gemeinsam erstellten Silfen und Swann einen inoffiziellen Bericht über spätere außerkörperliche Experimente und verteilten ihn an 500 Mitglieder der ASPR, bevor der Vorstand der ASPR davon erfuhr. Nach Angaben von Swann ist Silfen verschwunden und nicht auffindbar. Er war auf der Suche nach ihr und bat die Öffentlichkeit um Hilfe. Laut Swann wurde im April 1972 beim ASPR in New York ein Versuch unternommen, ihn zu diskreditieren und hinauszuwerfen, weil er ein Scientologe sei.

## Magnetometer-Psychokinese-Tests
Als Swann am SRI ankam, beschloss Harold Puthoff, ihn zunächst auf PK zu testen. Am 6. Juni 1972 besuchten die beiden Männer Dr. Arthur Heberd und seinen Quarkdetektor, ein Magnetometer, im Varian Physics Building. Das gut abgeschirmte Magnetometer verfügte über eine kleine magnetische Sonde in einem Gewölbe fünf Fuß unter dem Boden. Die Oszillation war etwa eine Stunde lang geräuschlos gelaufen und hatte ein stabiles Muster auf dem Schreiber aufgezeichnet. Putoff fragte Swann, ob er das Magnetfeld des Magnetometers beeinflussen könne. Swann sagte, er konzentriere seine Aufmerksamkeit auf das Innere des Magnetometers und erhalte nichts.
Zu den folgenden Ereignissen gibt es unterschiedliche Versionen. Puthoff gibt an, dass sich nach einer Verzögerung von etwa fünf Sekunden, Heberd sagt, es sei eine zehn- bis fünfzehnminütige Verzögerung gewesen, die Frequenz der Oszillation des Kurvenschreibers für etwa 30 Sekunden verdoppelte, was Berichten zufolge aufgrund von Schwankungen in der gemeinsamen Heliumleitung zum Laboratorium häufig vorkommt. Heberd fährt fort, als die Kurve rülpste, fragte Swann: "Ist es das, was ich tun soll?" Swann soll geantwortet haben: "Ist das ein Effekt?" Dann, so Heberd, habe Swann den Raum durchquert und seine Aufmerksamkeit vom Diagrammschreiber abgewendet. Swann sagte, er habe seinen Verstand von der Maschine abgelenkt und skizziert. Andere beobachteten den Rekorder, um zu sehen, ob sich die Unregelmäßigkeit wiederholen würde, und das tat sie. Puthoff fragte Swann: "Haben Sie das auch gemacht?" Swann sagte, er habe wieder geantwortet: "Ist das ein Effekt?" Laut Puthoff sagte Swann, er sei dann müde gewesen und habe es "nicht mehr ausgehalten" und losgelassen. Das Schreiberbild kehrte zur Normalität zurück.
Weitere Quellen besagen, dass Heberd Puthoffs Version unterstützt, dass Heberd im zweiten Fall vorschlug, er wäre beeindruckter, wenn Swann den Feldwechsel ganz stoppen könnte. Heberd bestreitet, dass er James Randi gesagt hat, dass er dies nie vorgeschlagen hat. Swann erinnerte sich daran, dass er von Puthoff gehört hatte: "Können Sie das noch einmal machen?". Swann sagte, dass seine Kunststücke einige Doktoranden erschreckten und behauptete, dass zwei "praktisch aus dem Raum liefen" und einer mit einer "völlig sichtbaren" Strukturstütze zusammenstieß.
Puthoff schreibt, Dr. Heberd habe die ganze Zeit vermutet, dass etwas mit den Geräten nicht stimmen könne. Am nächsten Tag stand fest, dass das Magnetometer eine Fehlfunktion hatte. "Das Gerät verhielt sich unregelmäßig; es war nicht möglich, ein stabiles Hintergrundsignal für die Kalibrierung zu erhalten." Daher wurde das Experiment nicht wiederholt. Swann erzählte diesen SNAFU in seinem Buch Remote Viewing: The Real Story. In seinem CIA-Bericht schreibt der Experte für paranormale Phänomene, Dr. Kenneth A. Kress, nichts über Heberds nicht funktionierende Suggestionen. Kress schreibt nur: "Diese Variationen wurden nie vor oder nach diesem Besuch gesehen." Obwohl Swann ein Jahr am SRI verbringen sollte, präsentieren Targ und Puthoff in ihrem Buch keine weiteren Daten, und Swann erwähnt nicht, dass er an anderen PK-Experimenten mit dem Magnetometer beteiligt war als denen, die am 6. Juni 1972 stattfanden und aufgezeichnet wurden.
Unmittelbar danach verfasste Puthoff eine kurze Abhandlung in Form eines Entwurfs. Anstatt die Ergebnisse in einer wissenschaftlichen Fachzeitschrift zu veröffentlichen und ein Peer-Review zu verlangen, wurde dieses Papier von Hand zu Hand in Forschungs- und akademischen Einrichtungen in den USA verteilt, und Puthoff nahm Einladungen zu Vorträgen an. Dieses Papier erregte die Aufmerksamkeit der CIA, und zwei Agenten statteten Hal Puthoff am SRI einen Besuch ab und trafen auch Swann. Später wurde dieses Papier als Teil eines Konferenzberichts veröffentlicht.

## FrüheCoordinate Remote Viewing-Experimente
Targ und Puthoff schreiben über ihre Pilotexperimente: "Wir konnten die Möglichkeit nicht übersehen, dass Ingo vielleicht die geografischen Merkmale der Erde und ihre ungefähre geografische Breite und Länge kannte. (Es ist Swann, der diese Koordinaten-Remote-Viewing-Tests vorschlägt, nicht die Experimentatoren. Er hat die Kontrolle.) "Oder es war möglich, dass wir der Versuchsperson (Swann) unbeabsichtigt Hinweise gaben, da wir als Experimentatoren wussten, was die Antworten waren."
Bald führten Targ und Puthoff weitere Experimente mit Swann durch, und die Kontrollen wurden verschärft, um die Möglichkeit von Fehlern auszuschließen. Diesmal wurden Swann die Breiten- und Längengrade von zehn Zielen vorgegeben, so dass am Ende zehn Läufe, also insgesamt 100, zustande kamen. Nur die Auswertungen der zehn Ziele des zehnten Laufs, des letzten, wurden veröffentlicht. Die Ergebnisse der Ziele aus den vorangegangenen neunzig Läufen (Läufe 1-9) werden ignoriert. Beim zehnten Durchgang hatte Swann sieben Treffer, zwei neutrale und einen Fehlschuss. Die Experimente kamen zu einem Ende. Targ und Puthoff waren sich sicher: "Irgendetwas ist passiert, aber sie sind sich nicht sicher, was es ist." (Diese Methode der Auswahl einer kleinen Anzahl von "Vermutungen" aus einer größeren, manchmal nie offengelegten größeren Anzahl, ist als free response method in der Fernwahrnehmung bekannt, könnte aber auch als Rosinenpickerei bezeichnet werden.) Nach Angaben von Swann und Stanford Research International war sein RV wahrscheinlich in 95 % der Fälle richtig. Die RV seiner persönlich geschulten Studenten waren in 85 % der Fälle richtig.

## Swanns Beschreibungen des Jupiters
Swann schlug Targ und Puthoff eine Studie vor. Zunächst wehrten sie sich dagegen, da die daraus resultierenden Beschreibungen unmöglich zu verifizieren seien. Doch am Abend des 27. April 1973 zeichneten Targ und Puthoff Swanns Fernbeobachtungssitzung des Planeten Jupiter und Jupiters Monde, vor dem Besuch der Voyager-Sonde dort im Jahr 1979.
Swann bat um 30 Minuten Stille. Nach Swanns Angaben dauerte seine Fähigkeit, den Jupiter zu sehen, etwa dreieinhalb Minuten. Während der Sitzung machte er mehrere Angaben zu den physikalischen Eigenschaften des Jupiter, wie seiner Atmosphäre und der Oberfläche seines Kerns. Swann behauptete, in der Atmosphäre Bänder aus Kristallen zu sehen, die er mit Wolken und möglicherweise mit den Ringe des Saturn verglich. Die Voyager-Sonde bestätigte später die Existenz der Ringe des Jupiter, obwohl sich diese Ringe nicht in der Atmosphäre des Planeten befinden. Swanns Behauptung, dass Kristalle in der Atmosphäre vorhanden sind, wird jedoch durch Beobachtungen der NASA-Raumsonde Galileo von Wolken aus Ammoniak-Eiskristallen in der nordwestlichen Ecke des Großen Roten Flecks des Jupiters unterstützt.
Es folgt Swanns eigene Version seiner Aussagen aus dem Jahr 1995, 22 Jahre später als die Experimente 1973 stattfanden:

„[6:06:20] Sehr hoch in der Atmosphäre gibt es Kristalle … sie glitzern. Vielleicht sind die Streifen wie Bänder aus Kristallen, vielleicht wie die Ringe des Saturns, wenn auch nicht so weit draußen. Ganz nah in der Atmosphäre. [Ich wette, sie reflektieren Radiosonden. Wäre das möglich, wenn man eine Wolke von Kristallen hätte, die von verschiedenen Radiowellen angegriffen werden?
[6:08:00] Jetzt gehe ich mal runter. Da fühlt es sich richtig gut an [lacht]. Das habe ich doch schon gesagt, oder? Im Inneren dieser Wolkenschichten, dieser Kristallschichten, sehen sie von außen wunderschön aus. Von innen sehen sie aus wie rollende Gaswolken - unheimliches gelbes Licht, Regenbögen.
[6:10:20] Ich habe den Eindruck, obwohl ich es nicht sehe, dass sie flüssig sind.
[6:10:55] Dann kam ich durch die Wolkendecke. Die Oberfläche - sie sieht aus wie Sanddünen. Sie bestehen aus sehr großen graduierten Kristallen, so dass sie rutschen. Es herrschen enorme Winde, die vielleicht den vorherrschenden Winden auf der Erde ähneln, aber sehr nahe an der Oberfläche des Jupiters. Aus dieser Perspektive sieht der Horizont orangerot oder rosafarben aus, aber über ihm ist er grünlich-gelb.
[6:12:35] Wenn ich nach rechts schaue, sehe ich eine riesige Bergkette.
[6:14:45] Ich habe das Gefühl, dass da irgendwo Flüssigkeit ist. Diese Berge sind sehr groß, aber sie stechen trotzdem nicht durch die kristallene Wolkendecke. Wisst ihr, ich hatte einmal einen Traum, in dem die Wolkendecke einen großen Bogen ... über den ganzen Himmel spannt. Die Körner, die diesen Sand orange färben, sind ziemlich groß. Sie haben eine polierte Oberfläche und sehen ein bisschen aus wie Bernstein oder Obsidian, aber sie sind gelblich und nicht so schwer. Der Wind verweht sie. Sie gleiten dahin.
[6:16:37] Wenn ich mich drehe, wirkt das Ganze enorm flach. Ich meine, wenn ich das Gefühl habe, dass, wenn ein Mann auf diesem Sand stehen würde, ich glaube, er würde darin versinken [lacht]. Vielleicht kommt daher dieses flüssige Gefühl.“

Swanns Mitschrift in "Mind-Reach: Scientists Look at Psychic Ability" von Russell Targ & Harold Putoff unterscheidet sich leicht von Swanns späterer Version. Es wird kein Sand erwähnt und er sagt auch: "Ich fühle, dass es irgendwo eine Flüssigkeit gibt … flüssig wie Wasser."
Swanns gesamte Beobachtungen dauerten etwa 20 Minuten. Er erwähnte nicht die vielen Monde des Jupiters, von denen es im Februar 2004 63 gab. Die Rohdaten umfassten nur vier Seiten, aber laut Swann erschienen die bestätigenden Daten in allen veröffentlichten wissenschaftlichen und technischen Artikeln und Abhandlungen. Es wurde beschlossen, diese in ihrer Gesamtheit aufzunehmen, um sicherzustellen, dass keine wissenschaftliche Passage versehentlich aus dem Zusammenhang gerissen wurde. Die Rückmeldedaten beliefen sich daher auf etwa 300 Seiten.

## Gehirnaktivität beim Remote Viewing
Im November 2001 wurde ein Artikel von Michael Persinger im The Journal of Neuropsychiatry & Clinical Neurosciences veröffentlicht. Die Ergebnisse bei Swann deuteten darauf hin, dass es während seiner Fernwahrnehmung zu messbaren Veränderungen der Gehirnaktivität kam. Es gab eine bipolare elektroenzephalographische Aktivität über den Okzipital-, Temporal- und Frontallappen. Persinger kam zu dem Schluss, dass es eine "signifikante Übereinstimmung" zwischen den Reizen und Swanns elektroenzephalographischer Aktivität gab.

## Psychische Detektive
Swann berichtete, dass von den fünfundzwanzig Kriminalfällen, die er zwischen 1972 und 1979 bearbeitete, zweiundzwanzig Misserfolge und drei Erfolge waren. Gemäß Swann waren Gerard Croiset und Peter Hurkos supersensible Detektive. Die Autoren Arthur Lyons und Marcello Truzzi Ph.D., ebenfalls Gründer der International Remote Viewing Association, schrieben in ihrem 1991 erschienenen Buch The Blue Sense, dass die Fälle Croiset und Hurkos "reiner Unsinn" seien: Hellseherische Detektive und Verbrechen.

## Ufologie
Swann war ein Befürworter der Ufologie und von James W. Moseleys Newsletter Saucer Smear. Swann schrieb "in Würdigung von 'Saucer Smear' und seines geschätzten Herausgebers", dass "obwohl viele seiner Leser 'Saucer Smear' lediglich als ein drolliges Ufologie-Klatschblatt betrachten mögen, ist es im größeren Zusammenhang eher ein tiefgründiges 'Fenster', das sich zur Soziologie der Ufologie öffnet. Daher stellen seine kumulativen Ausgaben ein wertvolles historisches Archiv dar."
In seiner 1998 erschienenen Autobiographie Penetration: The Question of Extraterrestrial and Human Telepathy beschrieb Swann seine Arbeit mit Personen einer unbekannten Agentur, die Außerirdische (E.T.), seine Fernbeobachtung einer geheimen E.T.-Basis auf der verborgenen Seite des Mondes und sein "schockierendes" Erlebnis mit einer sexy, spärlich bekleideten weiblichen E.T. in einem Los-Angeles-Supermarkt. Er kommt zu dem Schluss, dass Außerirdische in humanoiden Körpern auf der Erde leben. Swann schließt daraus, dass es viele Außerirdische gibt, dass viele von ihnen "Bio-Androiden" sind und dass sie wissen, dass ihre einzigen Feinde auf der Erde Hellseher sind. Später unternahmen Swann und ein als "Mr. Axelrod" bekanntes Individuum einen Flug zu einem unbekannten nördlichen Ziel, das Swann als Alaska vermutet. Zusammen mit zwei "Zwillings"-Leibwächtern versuchen Swann und Axelrod, heimlich zu beobachten, wie ein wiederkehrendes UFO auftaucht und das Wasser eines Sees ansaugt. Mr. Axelrod enthüllt, dass das stille, wachsende, oszillierende Dreieck gleichzeitig die Gegend abtastet und alle Tiere in der Umgebung eliminiert und dass die stillen "Strahlen", die von dem Objekt ausgehen, "Rehe oder Stachelschweine aus dem Wald sprengen oder so." Die "Zwillings"-Leibwächter werden darauf aufmerksam, dass sie entdeckt wurden, und die Gruppe wird von dem UFO "angegriffen". Swann wurde von seinen Kollegen in Sicherheit gebracht und erlitt eine leichte Verletzung.

## Publikationen
- To Kiss Earth Good-bye: Abenteuer und Entdeckungen im Nichtmateriellen, "Erzählt von dem Mann, der Physiker und Parapsychologen auf der ganzen Welt verblüfft hat".
- Selbsthilfebücher:
  - Everybody's Guide to Natural ESP: Unlocking the Extrasensory Power of Your Mind[53]
  - Ihr Nostradamus-Faktor - Zugang zu Ihrer angeborenen Fähigkeit, in die Zukunft zu sehen[54]
  - Psychische Sexualität: Die bio-psychische "Anatomie" der sexuellen Energien[55]
- 1979 Fiction. Star Fire. 0 7221 8303 8
- 1980 Buch über zukünftige Weltereignisse: What Will Happen to You When the Soviets Take Over?[56]
- Autobiografie: Penetration: The Question of Extraterrestrial and Human Telepathy (1998).[52][57]

## Weitere Anzeigen
- Buchanan, Lyn, The Seventh Sense: The Secrets Of Remote Viewing As Told By A "Psychic Spy" for the U.S. Military, ISBN 0-7434-6268-8
- McMoneagle, Joseph, Die Stargate-Chroniken: Memoirs of a Psychic Spy, Hampton Roads 2002, ISBN 1-57174-225-5
- Ronson, Jon, The Men Who Stare at Goats Simon & Schuster, 2004, ISBN 0-7432-4192-4. Die Kürzungen des Militärhaushalts nach Vietnam und wie alles begann.
- Schnabel, Jim, Remote Viewers: The Secret History of America's Psychic Spies, Dell, 1997, ISBN 0-440-22306-7
- Smith, Paul H, Reading the Enemy's Mind : Inside Star Gate-Americ's Psychic Espionage Program, Forge Books 2005, ISBN 0-312-87515-0
- Swann, Ingo, Penetration: The Question of Extraterrestrial and Human Telepathy, Ingo Swann Books, 1998